# Monia Baccaille
Monia Baccaille, née le 10 avril 1984 à Marsciano dans la province de Pérouse en Ombrie, est une coureuse cycliste italienne, professionnelle entre 2006 et 2014.

## Biographie
En mai 2012, elle termine troisième de la première étape du Tour de l'île de Chongming avant d'en remporter la deuxième étape et de prendre au passage le maillot de leader. Elle le perd cependant le lendemain et termine à la deuxième place du classement général final. Le 13, elle est troisième de l'épreuve de coupe du monde éponyme.
Monia Baccaille a remporté le championnat d'Italie sur route en 2009 et 2010.
Elle arrête la compétition en 2014 puis met au monde deux enfants. Elle revient en 2016 au sein de la formation Aromitalia Vaiano.

## Palmarès sur route

### Par années
- 2005
  - 3e du Tour des Flandres
  - 2e du Tour du Frioul
- 2006
  - Coppa dei Laghi
  - 5e étape du Trophée d'Or féminin
  - 3e du Trophée d'Or féminin
- 2007
  - 2e du Giro dei Comuni Ripardella-Montescudaio
- 2008
  - Grand Prix Elsy Jacobs
- 2009
  -  Championne d'Italie sur route
  - Classique de Padoue
  - 3e du GP Carnevale d'Europa
- 2010
  -  Championne d'Italie sur route
  - Gran Premio della Liberazione
  - 2e du Grand Prix Elsy Jacobs
  - 3e du Grand Prix international de Dottignies
  - 3e du GP Carnevale d'Europa
  - 7e du Grand Prix de la Ville de Valladolid
- 2011
  - 3e étape du Tour du Qatar
  - GP Cento - Carnevale d'Europa
  - 2e du Grand Prix international de Dottignies
  - 3e du Gran Premio della Liberazione
  - 3e du Tour of Chongming Island
  - 7e du Tour of Chongming Island World Cup (Cdm)
  - 8e du Tour de Drenthe (Cdm)
- 2012
  - Grand Prix international de Dottignies
  - 2e étape du Tour of Chongming Island
  - 2e du Tour of Chongming Island
  - 3e de la Classique de Padoue
  - 3e du Tour of Chongming Island World Cup (Cdm)
  - 8e du Tour de Drenthe (Cdm)

### Classements mondiaux
| Année                                 | 2009 | 2010 | 2011 | 2012 |
| ------------------------------------- | ---- | ---- | ---- | ---- |
| Classement UCI                        | 35e  | 24e  | 22e  | 22e  |
|                                       |      |      |      |      |
| Légende : nc = non classéSource : UCI |      |      |      |      |

## Palmarès sur piste

### Championnats du monde
- Apeldoorn 2011
  - 15e de la poursuite par équipes

### Championnats d'Europe
- 2006
  -  Championne d'Europe du scratch espoirs
- 2009
  -  Médaillée de bronze de l'omnium

### Championnats d'Italie
| - 2003 - 2e du 500 mètres - 2e de la vitesse - 3e du keirin - 2006 - 3e de la poursuite - 3e du scratch - 2007 - 3e de la vitesse par équipes - 3e de la poursuite - 3e du scratch - 2008 - Championne d'Italie de poursuite par équipes (avec Laura Doria et Marta Tagliaferro) - Championne d'Italie du scratch - 2e de la poursuite | - 2009 - Championne d'Italie de vitesse par équipes (avec Elisa Frisoni) - Championne d'Italie de poursuite par équipes (avec Tatiana Guderzo et Marta Tagliaferro) - Championne d'Italie de l'omnium - 2e de la poursuite - 2010 - Championne d'Italie de poursuite par équipes (avec Tatiana Guderzo et Marta Bastianelli) - Championne d'Italie de l'omnium - 3e de la course aux points - 2011 - Championne d'Italie de course aux points - Championne d'Italie de l'omnium - 2e du 500 mètres - 2e de la vitesse - 3e de la poursuite par équipes - 3e de la vitesse par équipes |